# Isla Mondragón
La Isla Mondragón es una isla de Ecuador, ubicada en el Golfo de Guayaquil. perteneciente a la Parroquia Puná. Se encuentra a 20 millas náuticas de Guayaquil.

## Población y economía
En la isla se encuentran asentadas 270 familias en varios poblados; Buena Vista con 100 habitantes, Puerto la Cruz, Puerto El Conchal con 200 habitantes, este último pueblo se encuentra al sur de la isla.
Los habitantes comercializan cangrejos y peces, y trabajan en las camarones que se encuentran en el sector.